# Цораев, Давид Таймуразович
Дави́д Таймура́зович Цора́ев (7 мая 1983, Орджоникидзе, СССР) — российский футболист, полузащитник.

## Карьера

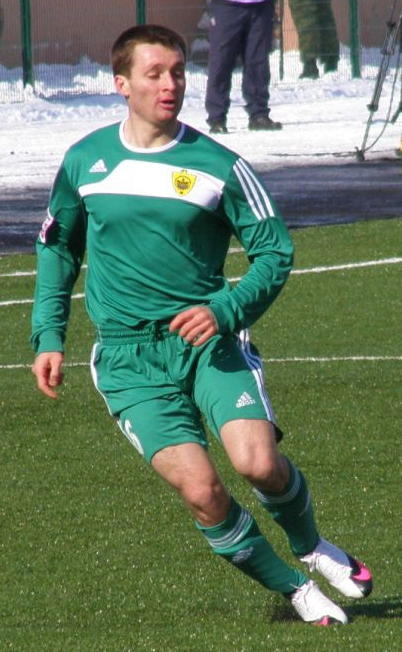
Цораев в «Анжи»

В детстве занимался гимнастикой, а затем заинтересовался вольной борьбой, но на ковре долго не задержался. Дядя настоял, чтобы он начал профессионально заниматься футболом, мотивируя его тем, что это именно тот вид спорта, в котором он добьётся успехов. В 10 лет Цораев записался в местную школу «Юность», первым тренером был Сандро Тиникашвили. В «Юности» играл в составе юношеской команды школы вместе с Владимиром Габуловым. Первый свой профессиональный контракт Давид заключил в 2000 году с владикавказским «Автодором», в 2004 по приглашению Юрия Газзаева, который был его тренером ещё в «Автодоре», перешёл в челнинский «КАМАЗ», выступавший в Первом дивизионе. В 2007 году Артур Пагаев помощник главного тренера «Анжи» Омари Тетрадзе предложил ему перейти в клуб из Махачкалы. В 2008 году Цораев подписал с клубом трёхлетний контракт. Летом 2009 года появилась информация о том, что Цораев подписал контракт с московским «Спартаком», однако, та история оказалась «уткой». В Премьер-лиге 2010 года дебютировал в стартовом туре против клуба «Спартак-Нальчик».
В январе 2011 года перешёл в «Кубань», с которой подписал трёхлетний контракт. По словам самого футболиста, одним из главных критериев при выборе новой команды для него стало желание работать под руководством Дана Петреску, кроме того, ему всегда нравился город. Дебютировал в составе «Кубани» 13 марта 2011 года в домашнем матче 1-го тура против «Рубина». За «Кубань» играл в премьер-лиге в течение трёх лет, участвовал в матчах Лиги Европы 2013/14 (сыграл в 4 матчах квалификации и 2 матчах группового турнира). В 2014 году играл за «СКА-Энергию» в ФНЛ и «Аланию» в ПФЛ.
В июле 2021 года был заявлен администратором команды-участницы первенства ФНЛ-2 «Алания-2» (до этого был главным тренером «Алании-2» в чемпионате республики), позже вошёл в тренерский штаб команды.

## Достижения

### Командные
«Анжи»
- Победитель Первого дивизиона: 2009

### Личные
- В списках 33 лучших футболистов чемпионата России (1): № 3 — 2010

## Характеристика
Сильными сторонами являются работоспособность и агрессивный стиль игры, способность выступить как на фланге, так и в центральной зоне, помимо этого, он эффективен в стадии завершения атак, поскольку обладает поставленным ударом с обеих ног.

## Личная жизнь
Семья (родители, бабушка и младший брат) живёт во Владикавказе. Помимо футбола Цораев увлекается настольными играми: теннисом, бильярдом, нардами, картами, а также любит слушать музыку, из которой предпочитает мелодии 1980-х. Со 2 июля 2011 года женат на соседке, студентке[уточнить] стоматологического факультета Московской медакадемии Белле Галачиевой, другом жениха на свадьбе был его бывший одноклубник по «Анжи» Михаил Бакаев.